# Missió Civil Internacional de Suport a Haití
La Missió Civil Internacional de Suport a Haití (MICAH, de les sigles en francès Mission Civile Internationale d'Appui en Haiti) va ser una missió de construcció de pau creada per un vot de consens de l'Assemblea General de l'ONU en la resolució A / 54/193 del 17 de desembre de 1999 i posada en marxa mitjançant la Resolució 1277 del Consell de Seguretat de les Nacions Unides de 30 de novembre de 1999. Rebia el suport del Grup d'Amics d'Haití del Secretari General de les Nacions Unides.
Desplegada el 16 de març de 2000, MICAH tenia l'obligació de consolidar els resultats obtinguts per Missió de Policia Civil de les Nacions Unides a Haití (MIPONUH) i les seves missions predecessores. El seu mandat consistia en promoure els drets humans i reforçar l'eficàcia institucional de la policia i el poder judicial d'Haití i de coordinar i facilitar el diàleg de la comunitat internacional amb actors polítics i socials d'Haití. El seu cap fou el Representant Especial del Secretari General Alfredo Lopes Cabral de Guinea Bissau.
El mandat del MICAH va expirar el 6 de febrer de 2001.